# Британский конгресс тред-юнионов
Брита́нский конгре́сс тред-юнио́нов (БКТ, The Trades Union Congress, TUC) — профсоюзный центр в Великобритании. Объединяет 65 профсоюзов с 5,6 млн членов. Текущий генеральный секретарь — Пол Новак.
Был организован в 1860-х годах как координационный центр британских профсоюзов. Первый съезд состоялся в 1868 году в Манчестере. Исторически связан с Лейбористской партией, основанной как партия тред-юнионов, но является независимым от политических партий. Конгресс может высказывать свое мнение по тем или иным законодательным проектам или предложениям.

## Структура
Высший орган БКТ — съезд, ежегодно собирающийся в сентябре. Между съездами решения принимает генеральный совет, собирающийся каждые два месяца. Исполнительный комитет назначается советом из числа своих членов.
Входящие в конгресс профсоюзы могут присылать своих представителей на съезд. Число представителей зависит от размера профсоюза.
Библиотека БКТ хранит документы, связанные с историей рабочего движения в Великобритании и других странах. Она была основана в 1922 году и сейчас активно расширяет свою коллекцию в сети и в цифровом формате.
Архивы БКТ хранятся в Современном центре записей в библиотеке Уорикского университета. Архив хранит документы с 1920-х годов, включая переписку, внутренние и не только документы, записки, доклады, пресс-релизы.

### Список генеральных секретарей
- Чарльз Уильям Боуэрман (1921–1923)
- Фред Брэмли (1923–1925)
- Уолтер Ситрин (1925–1946)
- Винсент Тьюсон (1946–1960)
- Джордж Вудкок (1960–1969)
- Вик Фезер (1960–1973)
- Лен Мюррей (1973–1984)
- Норман Уиллис (1984–1993)
- Джон Монкс (1993–2003)
- Брендон Барбер (2003–2012)
- Фрэнсис О’Грэйди (2012–2022)
- Пол Новак (2022–н. в.)